# Mumbai City Football Club 2021-2022
Questa voce raccoglie le informazioni riguardanti il Mumbai City nelle competizioni ufficiali della stagione 2021-2022.

## Maglie e sponsor
| Casa | Trasferta |

Lo sponsor tecnico, da questa stagione, è Puma.

## Organigramma societario

### Staff tecnico
- Des Buckingham - Allenatore
- Hiroshi Miyazawa - Assistente
- Anthony Fernandes - Assistente
- Manuel Sayabera - Preparatore atletico
- Prateek Maira - Team Manager

## Rosa
| N. |                      | Ruolo | Calciatore          |
| -- | -------------------- | ----- | ------------------- |
| 1  | India (bandiera)     | P     | Phurba Lachenpa     |
| 2  | India (bandiera)     | D     | Rahul Bheke         |
| 4  | India (bandiera)     | D     | Amey Ranawade       |
| 5  | India (bandiera)     | D     | Mehtab Singh        |
| 6  | India (bandiera)     | A     | Vikram Pratap Singh |
| 7  | Brasile (bandiera)   | C     | Cassinho            |
| 8  | Australia (bandiera) | A     | Brad Inman          |
| 9  | India (bandiera)     | A     | Gurkirat Singh      |
| 10 | Marocco (bandiera)   | C     | Ahmed Jahouh        |
| 11 | India (bandiera)     | C     | Raynier Fernandes   |
| 12 | India (bandiera)     | D     | Mohammad Rakip      |
| 13 | India (bandiera)     | P     | Mohammad Nawaz      |
| 14 | India (bandiera)     | C     | Rowllin Borges      |
| 16 | India (bandiera)     | C     | Vinit Rai           |
| 17 | Spagna (bandiera)    | A     | Igor Angulo         |

| N. |                    | Ruolo | Calciatore             |
| -- | ------------------ | ----- | ---------------------- |
| 19 | India (bandiera)   | A     | Pranjal Bhumij         |
| 21 | India (bandiera)   | P     | Ravi Kumar             |
| 23 | India (bandiera)   | C     | Vignesh Dakshinamurthy |
| 25 | Senegal (bandiera) | D     | Mourtada Fall          |
| 28 | India (bandiera)   | C     | Naorem Tondomba Singh  |
| 29 | India (bandiera)   | C     | Bipin Singh            |
| 30 | India (bandiera)   | C     | Chanso Horam           |
| 31 | India (bandiera)   | D     | Valpuia                |
| 32 | India (bandiera)   | P     | Vikram Lakhbir Singh   |
| 33 | Brasile (bandiera) | A     | Diego Maurício         |
| 39 | India (bandiera)   | C     | Asif Khan              |
| 43 | India (bandiera)   | C     | Lallianzuala Chhangte  |
| 45 | India (bandiera)   | C     | Lalengmawia            |
| 77 | India (bandiera)   | C     | Mandar Rao Dessai      |
|    | India (bandiera)   | D     | Huidrom Naocha Singh   |

## Calciomercato
| Acquisti | Acquisti               | Acquisti        | Acquisti      |
| R.       | Nome                   | da              | Modalità      |
| -------- | ---------------------- | --------------- | ------------- |
| P        | Mohammad Nawaz         | FC Goa          | Definitivo    |
| P        | Phurba Lachenpa        |                 |               |
| P        | Vikram Lakhbir Singh   |                 |               |
| D        | Mourtada Fall          |                 |               |
| D        | Rahul Bheke            |                 | Svincolato    |
| D        | Huidrom Naocha Singh   | Gokulam Kerala  | Definitivo    |
| D        | Amey Ranawade          |                 |               |
| D        | Valpuia                |                 |               |
| D        | Mehtab Singh           |                 |               |
| D        | Mohammad Rakip         |                 |               |
| C        | Chanso Horam           | TRAU            | Fine prestito |
| C        | Rowllin Borges         |                 |               |
| C        | Ahmed Jahouh           |                 |               |
| C        | Naorem Tondomba Singh  | Sudeva Delhi    | Fine prestito |
| C        | Lalengmawia            | NorthEast Utd   | Definitivo    |
| C        | Cassinho               | Villa Nova      | Prestito      |
| C        | Mandar Rao Dessai      |                 |               |
| C        | Bipin Singh            |                 |               |
| C        | Asif Khan              |                 |               |
| C        | Raynier Fernandes      |                 |               |
| C        | Vignesh Dakshinamurthy |                 |               |
| A        | Igor Angulo            | FC Goa          | Definitivo    |
| A        | Brad Inman             | ATK Mohun Bagan | Definitivo    |
| A        | Ygor Catatau           | Madureira       | Prestito      |
| A        | Pranjal Bhumij         |                 |               |
| A        | Vikram Pratap Singh    |                 |               |
| A        | Gurkirat Singh         | Indian Arrows   | Definitivo    |

| Cessioni | Cessioni         | Cessioni        | Cessioni   |
| R.       | Nome             | a               | Modalità   |
| -------- | ---------------- | --------------- | ---------- |
| P        | Nishit Shetty    |                 | Svincolato |
| D        | Tondonba Singh   | NorthEast Utd   | Definitivo |
| C        | Hugo Boumous     | ATK Mohun Bagan | Definitivo |
| C        | Bidyananda Singh |                 | Svincolato |
| C        | Jackichand Singh | East Bengal     | Prestito   |

### Mercato invernale
| Acquisti | Acquisti              | Acquisti     | Acquisti   |
| R.       | Nome                  | da           | Modalità   |
| -------- | --------------------- | ------------ | ---------- |
| P        | Ravi Kumar            | Odisha       | Prestito   |
| C        | Vinit Rai             | Odisha       | Prestito   |
| C        | Lallianzuala Chhangte | Chennaiyin   | Prestito   |
| A        | Diego Maurício        | Al-Shahaniya | Definitivo |

| Cessioni | Cessioni             | Cessioni    | Cessioni      |
| R.       | Nome                 | a           | Modalità      |
| -------- | -------------------- | ----------- | ------------- |
| D        | Huidrom Naocha Singh | East Bengal | Prestito      |
| A        | Ygor Catatau         | Madureira   | Fine prestito |

### Post stagione
| Acquisti | Acquisti             | Acquisti    | Acquisti      |
| R.       | Nome                 | da          | Modalità      |
| -------- | -------------------- | ----------- | ------------- |
| D        | Huidrom Naocha Singh | East Bengal | Fine prestito |

| Cessioni | Cessioni | Cessioni | Cessioni |
| R.       | Nome     | a        | Modalità |
| -------- | -------- | -------- | -------- |

## Risultati

### Indian Super League
| Arbitro: | Rowan A. |

|                                      |           |  |
| Igor Angulo 33’ 36’ Ygor Catatau 76’ | Marcatori |  |

| Arbitro: | Mondal P. |

|                 |           |                                                               |
| Ahmed Jahouh 6’ | Marcatori | 13’ (Rig.) João Victor 54’ Bartholomew Ogbeche 83’ Rohit Danu |

| Arbitro: | Srikrishna C. |

|                         |           |                                                                    |
| David Joel Williams 60’ | Marcatori | 5’, 25’ V. Singh 38’ Igor Angulo 47’ Mourtada Fall 52’ Bipin Singh |

| Arbitro: | Banerji P. |

|                   |           |                                                          |
| Cleiton Silva 20’ | Marcatori | 9’ (Rig.) Igor Angulo 55’ Mourtada Fall 85’ Ygor Catatau |

| Arbitro: | Purkayastha A. |

|                                                              |           |                                |
| Cassinho 3’ Bipin Singh 18’ Igor Angulo 24’ Ygor Catatau 70’ | Marcatori | 49’ Komal Thatal 55’ Eli Sabiá |

| Arbitro: | Rowan A. |

|                 |           |  |
| Rahul Bheke 87’ | Marcatori |  |

| Arbitro: | Banerji P. |

|  |           |                                                                        |
|  | Marcatori | 27’ Sahal Abdul Samad 47’ Álvaro Vázquez 51’ (Rig.) Jorge Pereyra Díaz |

| Arbitro: | Rowan A. |

|                             |           |                                      |
| Deshorn Brown 29’, 56’, 80’ | Marcatori | 33’, 52’ Igor Angulo 40’ Bipin Singh |

| Arbitro: | Venkatesh R. |

|                                                               |           |                                  |
| Aridai Cabrera 4’ Jerry Mawihmingthanga 70’, 78’ Jonathas 89’ | Marcatori | 11’ Ahmed Jahouh 39’ Igor Angulo |

| Mormugao 7 gennaio 2022, ore 15:00 UTC+5:30 11ª giornata | East Bengal | 0 – 0 referto | Mumbai City | Tilak Maidan Stadium (0 spett.)\| Arbitro: \| Nathan S. \| |
| Arbitro:                                                 | Nathan S.   |               |             |                                                            |

| Arbitro: | Srikrishna C. |

|  |           |                                               |
|  | Marcatori | 8’ Danish Farooq Bhat 23’, 45+5’ Prince Ibara |

| Arbitro: | Kumar Gupta R. |

|                                                   |           |                           |
| Sahal Abdul Samad 19’ Álvaro Vázquez 45+2’ (Rig.) | Marcatori | 71’ (Rig.) Diego Maurício |

| Arbitro: | Kundu H. |

|                                              |           |                                           |
| Greg Stewart 9’, 90+3’ (Rig.) Ritwik Das 30’ | Marcatori | 57’ Rahul Bheke 86’ (Rig.) Diego Maurício |

| Arbitro: | Rowan A. |

|                         |           |                     |
| Ahmed Jahouh 30’ (Rig.) | Marcatori | 79’ Mohammed Irshad |

| Arbitro: | Kumar Gupta R. |

|                         |           |                        |
| Pritam Kotal 24’ (A.g.) | Marcatori | 9’ David Joel Williams |

| Arbitro: | Purkayastha A. |

|  |           |                         |
|  | Marcatori | 85’ Vikram Pratap Singh |

| Arbitro: | Kanojia A. |

|                 |           |  |
| Bipin Singh 51’ | Marcatori |  |

| Arbitro: | Kumar Gupta R. |

|  |           |                                     |
|  | Marcatori | 35’ Mehtab Singh 86’ Diego Maurício |

| Arbitro: | Kundu H. |

|                                  |           |                   |
| Rohit Danu 14’ Joel Chianese 41’ | Marcatori | 76’ Mourtada Fall |

| Arbitro: | Nathan S. |

|                                           |           |                |
| Igor Angulo 41’, 70’ Bipin Singh 47’, 73’ | Marcatori | 90+1’ Jonathas |

#### Andamento in campionato
| Giornata  | 1 | 2 | 3 | 4 | 5 | 6 | 7 | 8 | 9 | 10 | 11 | 12 | 13 | 14 | 15 | 16 | 17 | 18 | 19 | 20 | 21 | 22 |
| --------- | - | - | - | - | - | - | - | - | - | -- | -- | -- | -- | -- | -- | -- | -- | -- | -- | -- | -- | -- |
| Luogo     | C | C | T | T | C | C | C | X | T | T  | T  | C  | T  | T  | C  | C  | C  | C  | X  | T  | T  | C  |
| Risultato | V | P | V | V | V | V | P | X | N | P  | N  | P  | P  | P  | N  | N  | V  | V  | X  | V  | P  | V  |
| Posizione | 1 | 6 | 1 | 1 | 1 | 1 | 1 | 1 | 1 | 2  | 2  | 4  | 5  | 6  | 5  | 6  | 6  | 4  | 6  | 6  | 6  | 5  |

Legenda:

Luogo: C = Casa; T = Trasferta. Risultato: V = Vittoria; N = Pareggio; P = Sconfitta.

### AFC Champions League
| Arbitro: | Yaacob M. |

|  |           |                                         |
|  | Marcatori | 36’, 69’ Éver Banega 67’ Turki Al-Ammar |

| Arbitro: | Hattab H. |

|                   |           |                                           |
| Hammadi Ahmad 59’ | Marcatori | 70’ (Rig.) Diego Maurício 75’ Rahul Bheke |

| Arbitro: | Jong-Hyeok K. |

|                         |           |  |
| Ali Mabkhout 40’ (Rig.) | Marcatori |  |

| Riad 18 aprile 2022, ore 19:15 UTC+5:30 4ª giornata | Mumbai City | 0 – 0 referto | Al-Jazira | Stadio internazionale Re Fahd\| Arbitro: \| Kimura H. \| |
| Arbitro:                                            | Kimura H.   |               |           |                                                          |

| Arbitro: | Fu M. |

|                                                                                                 |           |  |
| Hattan Bahebri 19’, 64’, 66’ Mourtada Fall 36’ (A.g.) Abdullah Al-Jouei 52’ Carlos Carvalho 81’ | Marcatori |  |

| Arbitro: | Mohammad A. |

|                    |           |  |
| Diego Maurício 31’ | Marcatori |  |

#### Andamento
| Giornata  | 1 | 2 | 3 | 4 | 5 | 6 |
| --------- | - | - | - | - | - | - |
| Luogo     | C | T | C | C | T | C |
| Risultato | P | V | P | N | P | V |
| Posizione | 4 | 3 | 4 | 4 | 4 | 2 |

Legenda:

Luogo: C = Casa; T = Trasferta. Risultato: V = Vittoria; N = Pareggio; P = Sconfitta.